# Klikovka
Klikovka je budova na pražském Smíchově. Z někdejší rozlehlé usedlosti s názvem Alsterlický dvůr (Alsterlischer Hof) s hospodářským dvorem se do současnosti dochovala pouze sýpka. Ostatní budovy byly zbořeny v roce 1971.

## Historie

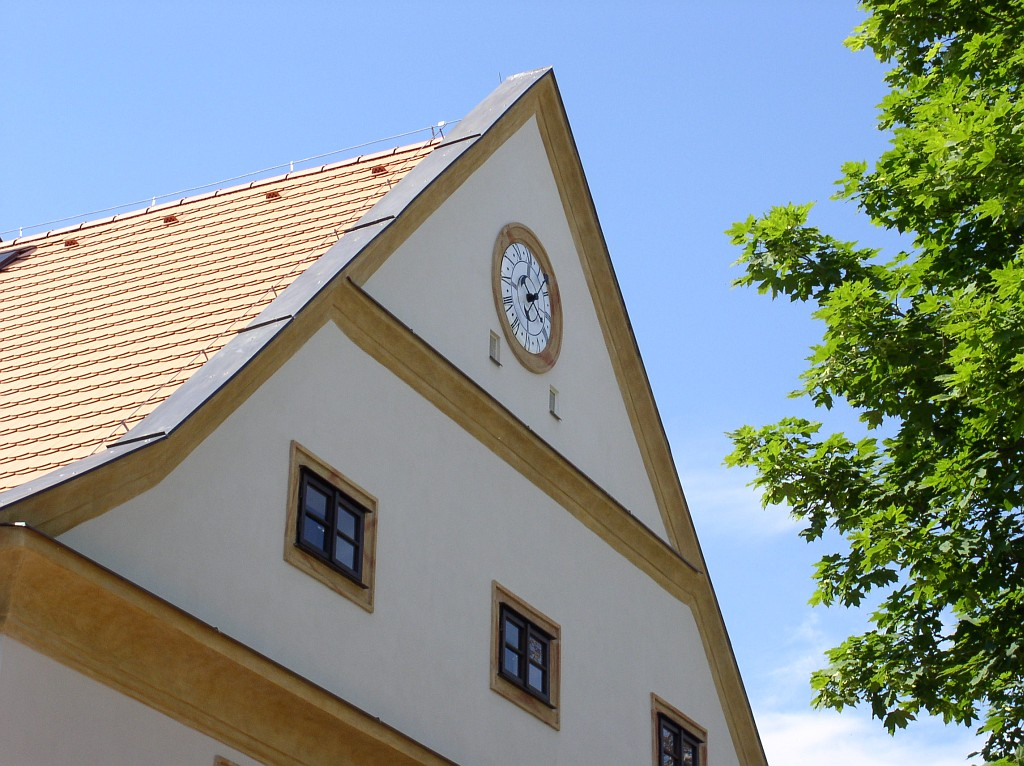
Detail štítu s hodinami

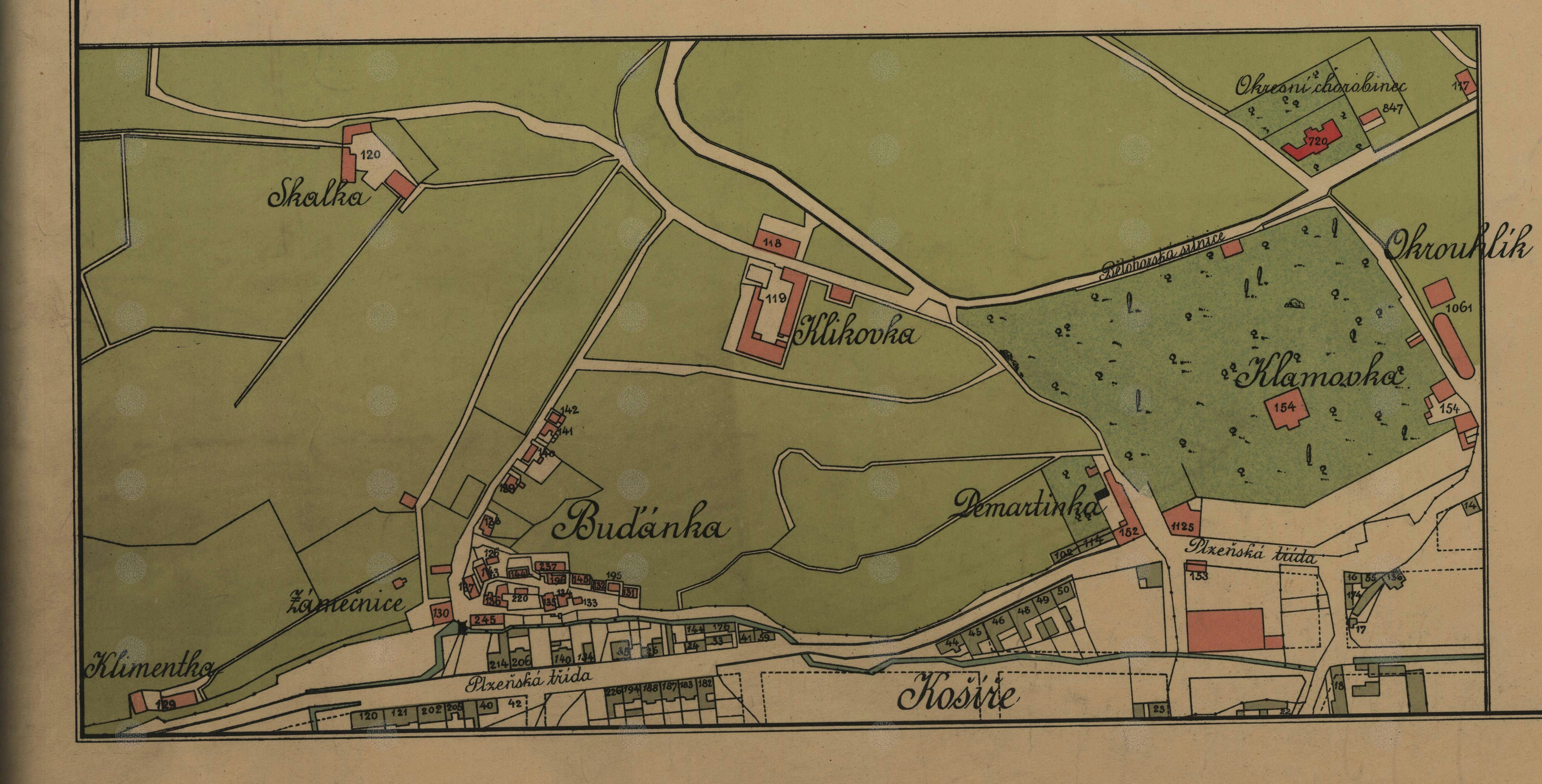
Klikovka na mapě Smíchova z roku 1906

Usedlost dal postavit roku 1643 Johann Christof Alsterle, povýšený císařem Ferdinandem II. do rytířského stavu, který pocházel z českobudějovického měšťanského rodu Alsterlů z Astfeldu. Tento majetek zdědil roku 1689 jeho synovec Maxmilián Wenzl Alsterle z Astfeldu.
Dvůr koupil v roce 1758 mlynář Václav Klyka, po němž se toto místo dodnes nazývá. Klikovka tehdy představovala dvě zděné budovy ve tvaru písmene „L“ s otevřeným dvorem a naproti přes dnešní Podbělohorskou ulici ještě jednu obdélnou budovu.
Na konci 19. století usedlost vlastnila spolu s nedalekou Skalkou, Zámečnicí a dnes již neexistující Klimentkou, lékařská rodina Rennerů. Po druhé světové válce ji získala pražská obec a zřídila zde Státní statek hl. m. Prahy. Usedlost se až do začátku 70. let rozkládala po obou stranách Podbělohorské silnice a měla velkou zahradu. Před demolicí zde stála obytná dvoukřídlá budova z konce 18. století s klasicistní fasádou a vikýřem nad vchodem. Dále zde byla zděná stáj, prasečník a stodola, která již tehdy byla ze tří čtvrtin zbořená. Poblíž byla ještě kůlna a stará studna, která zanikla. Kůlna byla zrušena. V budově byly dvě obytné jednotky.
Dodnes stojící barokní bývalá sýpka, která demolici unikla, je zděná jednopatrová klenutá budova. Zachovala se v původní podobě a obytná byla již v 19. století. Od roku 1964 je památkově chráněna.

### Trivia
Nedaleko někdejší smíchovské usedlosti Klikovka se nachází ulice U Klikovky a Pod Klikovkou. Připomínkou druhé pražské usedlosti stejného názvu (Klikovka), z níž se ovšem nedochovalo vůbec nic (zanikla „po roce 1910“), je ulice podobného názvu Na Klikovce s přilehlou zastávkou autobusu a restaurací, jež obě nesou název Klikovka, v Praze 4-Nuslích na Pankráci. Obě Klikovky jsou od sebe vzdáleny asi 7 km.